# Sylvie Kauffmann
Sylvie Kauffmann, född 30 oktober 1955 i Marseille i Frankrike, är en fransk journalist och författare.
Sylvie Kauffmann är dotter till en militärläkare. Hon studerade bland annat på Institut d'études politiques d'Aix-en-Provence och Centre de formation des journalistes de Paris och arbetade därefter på Agence France-Presse 1979–1988, från 1980 som utrikeskorrespondent i bland annat London, Nya Kaledonien, Warszava och Moskva. Hon var korrespondent för Le Monde i Östeuropa 1988–1993, USA 1993–2001 och Latinamerika 2002–2003. Hon blev biträdande chefredaktör på Le Monde 2003 och var Sydostasienkorrespondent 2006–2009. Åren 2010–2011 var hon chefredaktör för Le Monde.  
Hon är gift med diplomaten Pierre Buhler (född 1954).